# 伍荣生
伍荣生（1934年1月17日—），浙江瑞安人，中國气象学家。

## 生平
生于浙江瑞安。早年就读于云峰中心小学，1952年从瑞安中学考入南京大学。1956年南京大学气象系毕业，毕业后留校任教。曾任南京大学大气科学系主任，国家教委大气科学教学指导委员会主任、中国气象学会理事长等职。
边界层内气流运动领域，伍荣生曾在Ekman三力平衡模型基础上，提出“四力平衡”的边界层动力学模型：惯性力+摩擦力+折向力+气压力=0。天气研究方面，他对空气之间不同波长的波动影响一周左右的中期天气机理进行了研究，提出共振周期与大气中的中期天气过程有相应关系。
伍荣生家族出了四位院士。伍荣生的堂叔父伍献文是中国近代鱼类学和水生生物学的重要奠基人，早年毕业于南京大学前身南京高等师范学校。伍荣生的表兄弟孙义燧是天体力学家，毕业于南京大学天文系。伍荣生夫人冯蕊英、儿子伍瑞新，儿媳王铁海，也都是南大毕业后留校工作，因而伍家有“南大之家”之称。